# Coenosia flavidipalpis
Coenosia flavidipalpis este o specie de muște din genul Coenosia, familia Muscidae, descrisă de Huckett în anul 1934. Conform Catalogue of Life specia Coenosia flavidipalpis nu are subspecii cunoscute.